# Sinagoga Unida del Judaisme Conservador
La Sinagoga Unida del Judaisme Conservador (en anglès estatunidenc: United Synagogue of Conservative Judaism) (USCJ) és la xarxa més gran de congregacions jueves conservadores del món, la USCJ treballa estretament amb l'assemblea rabínica, el cos internacional de rabins conservadors, el Seminari Teològic Jueu d'Amèrica, i l'Escola d'Estudis Rabínics Ziegler.

## Història
Representants de 22 congregacions jueves d'Amèrica del Nord es van reunir en el Seminari Teològic Jueu d'Amèrica el 23 de febrer de 1913. Els representants van formar la Sinagoga Unida d'Amèrica per desenvolupar i implementar el judaisme conservador. El grup va triar al rabí Solomon Schechter com el seu primer president. L'organització va canviar el seu nom i es va anomenar Sinagoga Unida del Judaisme Conservador (USCJ) en 1991. La sinagoga unida del judaisme conservador tenia 594 congregacions afiliades en 2015.

## Moviment juvenil
USY (en anglès estatunidenc: United Synagogue Youth) és el moviment juvenil de la USCJ. La missió de l'organització és capacitar als joves jueus per desenvolupar amistats, habilitats de lideratge, un sentit de pertinença al poble jueu, un profund compromís i amor per Israel, i un compromís amb la vida, mitjançant experiències significatives i divertides, basades en la ideologia del judaisme conservador.